# Meron Abraham
Pour les articles homonymes, voir Abraham (homonymie) et Meron (homonymie).
Meron Abraham Brhane, né le 15 mars 1995 à Asmara, est un coureur cycliste érythréen.

## Palmarès
- 2016
  - 7e étape du Tour du Faso
- 2017
  -  Champion d'Afrique du contre-la-montre par équipes (avec Meron Teshome, Awet Habtom et Amanuel Gebrezgabihier)
  -  Champion d'Afrique sur route espoirs
  -  Champion d'Érythrée sur route
  - 7e étape de la Tropicale Amissa Bongo
  -  Médaillé d'argent du championnat d'Afrique sur route
  - 2e de l'UCI Africa Tour
  - 3e du Circuit de Massaoua
- 2018
  - 2e du Tour d'Iran - Azerbaïdjan

## Classements mondiaux
| Année           | 2016 | 2017 | 2018 |
| --------------- | ---- | ---- | ---- |
| UCI Africa Tour | 109e | 2e   |      |
| UCI Asia Tour   |      |      | 67e  |